# Яла (национальный парк)
Яла (синг. යාල ජාතික වනෝද්‍යානය) — национальный парк в юго-восточной части Шри-Ланки. Расположен в Южной провинции страны и в провинции Ува, примерно в 270 км от столицы Шри-Ланки, города Коломбо. Имея площадь около 979 км², Яла является вторым крупнейшим национальным парком страны. Был создан в 1900 году как заповедник, а в 1938 году получил статус национального парка.

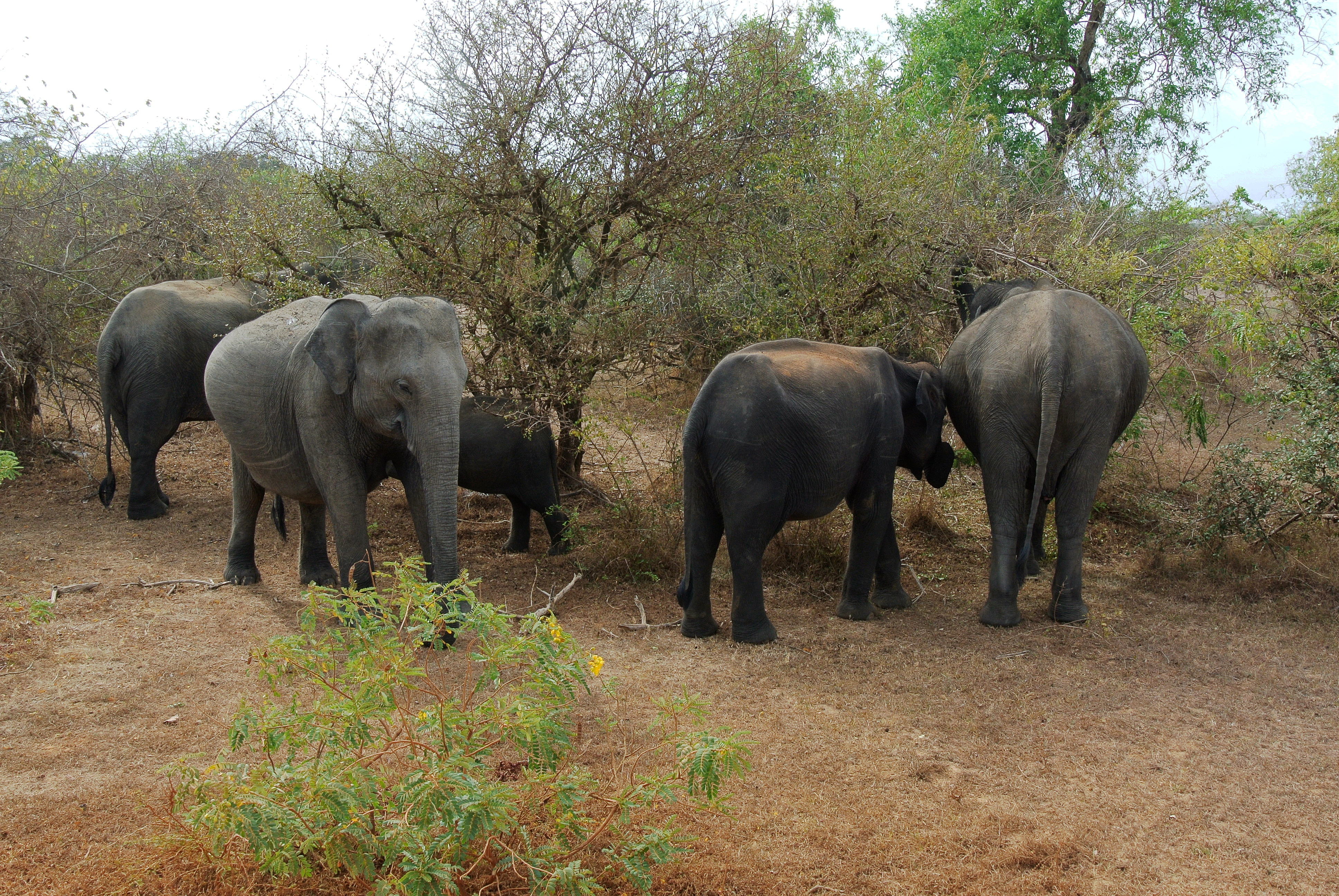
Слоны в парке Яла

В парке Яла обитают 44 вида млекопитающих, включая цейлонского слона (популяция составляет 300—350 особей). Парк отличается одной из самых высоких плотностей популяции леопардов в мире. Встречаются также шри-ланкийский губач, индийский буйвол, цейлонский макак, мусанг, красный тонкий лори, кошка-рыболов и тд.
В парке встречаются 46 видов пресмыкающихся, из них 5 видов — эндемики, среди них: цейлонский крайт, xenochrophis asperrimus, chrysopelea taprobanica, цейлонский калот и цейлонская скрытоухая агама. В парке обитают 18 видов земноводных, из них 2 — эндемики острова Шри-ланка, а также 21 вид пресноводных рыб. Яла служит домом для 215 видов птиц, из которых 6 — эндемики Шри-Ланки .